# James Kwalia C'Kurui
James Kwalia C'Kurui (Catar, 12 de junio de 1984) es un atleta catarí, especialista en la prueba de 5000 m, con la que llegó a ser medallista de bronce mundial en 2009.

## Carrera deportiva
En el Mundial de Berlín 2009 gana la medalla de bronce en la prueba de 5000 metros, con un tiempo de 13:17.78, tras el etíope Kenenisa Bekele y el estadounidense Bernard Lagat.